# Patriarhul Bisericii Ortodoxe Române

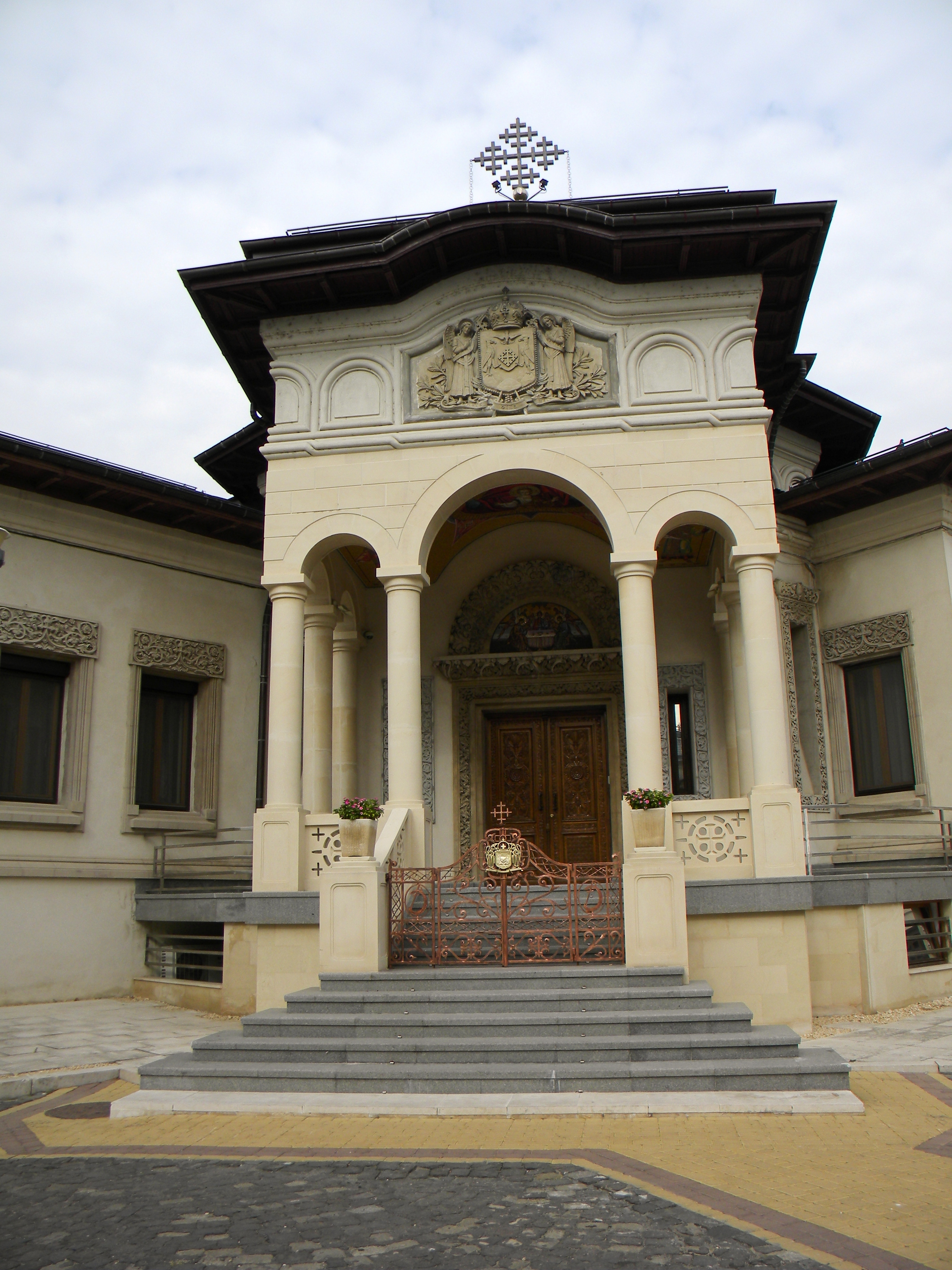
Bucuresti,_Romania,_Paraclis_si_Resedinta_Patriarhala;_B-II-m-A-18571.03_(detaliu_2)

Patriarhul Bisericii Ortodoxe Române este liderul spiritual al tuturor creștinilor ortodocși din România, primul între egali față de ceilalți mitropoliți. Patriarhul României este, de asemenea, și Arhiepiscop al Bucureștilor, Mitropolit al Munteniei și Dobrogei și Locțiitor al Tronului Cezareei Capadociei. Actualul Patriarh este Daniel Ciobotea.

## Îmbrăcăminte
În afara Sfintelor Slujbe, patriarhul poartă camilafcă albă, cu o cruce atașată de aceasta (semnifică faptul că patriarhul este și mitropolit), rasă albă, un engolpion (sau două engolpioane și o cruce pectorală), și, în mână, un toiag. În timpul Slujbelor, poartă veșminte de mitropolit (dar cu două engolpioane în loc de unul). 

## Sediu
Sediul Patriarhiei (Palatul Patriarhal) se află pe Aleea Dealul Mitropoliei, nr. 25, București (sector 4), România, în aceeași incintă cu Catedrala Patriarhală.